# 메시나도

메시나도

메시나도(이탈리아어: Provincia di Messina)는 이탈리아 시칠리아주에 있던 도이다. 도청 소재지는 메시나이다. 면적은 3,247 km2, 인구는 662,450(2005)이다. 2015년 8월 4일을 기해 메시나 광역시로 개편되었다.

## 같이 보기
- 메시나 광역시
- 메시나 해협
- 에올리에 제도